# Голомб Лідія Григорівна
Лідія Григорівна Голомб (10 червня 1938, селище Дворічна, Харківська область — 7 січня 2013) — українська філологиня, літературознавиця, професор кафедри української літератури Ужгородського національного університету, доктор філологічних наук, Заслужений працівник освіти України.

## Освіта та наукові ступені
- 1960 — закінчила українське відділення філологічного факультету Ужгородського університету,
- навчалася в аспірантурі, захистила кандидатську та докторську дисертації.

## Викладацька кар'єра
З грудня 1965 року працювала в Ужгородському національному університеті викладачем, старшим викладачем, доцентом, згодом професором кафедри української літератури.

## Літературознавство
Досліджувала здебільшого українську літературу кінця XIX — початку XX століття.
Науковий доробок складають близько двохсот праць, серед яких:
- монографії
  - «Особа і суспільство в українській ліриці кінця XIX — початку XX століття»,
  - «Із спостережень над українською поезією XIX — XX століть»,
  - «Новаторські тенденції в українській літературі кінця XIX — перших десятиліть XX ст.»,
  - «Василь Пачовський. Закарпатські сторінки життя і творчості поета»,
  - «Поетична творчість Федора Потушняка»,
  - «Петро Карманський: життя і творчість»,
  - «Три поети раннього українського модернізму: Олександр Олесь, Грицько Чупринка, Микола Філянський»,
- численні наукові статті.

Серед важливих наукових здобутків Лідії Голомб є видання:
- найповнішого зібрання творів П. Карманського (Петро Карманський. Ой люлі, смутку… — Ужгород, 1996),
- вибраного лірики Ф. Потушняка («Хвилини вічності». — Ужгород, 2000).

Під її науковим керівництвом виконано кілька кандидатських та докторських дисертацій.

## Відзнаки
- Всеукраїнська літературна премія імені Зореслава (2010)
- Заслужений працівник освіти України (2010)[3]